# Верхній Бемиж
Верхній Беми́ж (рос. Верхний Бемыж) — присілок в Кізнерському районі Удмуртії, Росія.
Населення становить 269 осіб (2010, 363 у 2002).
Національний склад (2002):
- удмурти — 87 %

Урбаноніми:
- вулиці — Баграшова, Зарічна, Молодіжна, Набережна, Садова, Сонячна, Удмуртська
- провулки — Горобиновий, Лучний
- площі — Центральна

## Відомі люди
У присілку народився Баграшов Петро Миколайович, удмуртський письменник прозаїк, публіцист.